# Gustav Schäfer
Gustav Schäfer (Johanngeorgenstadt, 22 settembre 1906 – Monaco di Baviera, 10 dicembre 1991) è stato un canottiere tedesco, medaglia d'oro, nel singolo, ai Giochi olimpici di Berlino 1936.

## Palmarès
| Anno | Manifestazione  | Sede    | Evento  | Risultato | Note |
| ---- | --------------- | ------- | ------- | --------- | ---- |
| 1936 | Giochi olimpici | Berlino | Singolo | Oro       |      |